# アックスコンサルティング
アックスコンサルティングは、東京都渋谷区恵比寿を本拠地とする専門コンサルティング会社。税理士を中心とした士業事務所向けの営業・マーケティング支援サービスを提供している。

## 沿革
- 1988年8月 不動産相続コンサルティング会社、株式会社エムエムアイプランニングを設立
- 1993年6月 会計人のためのコンサルティング情報誌「月刊シリエズ」を創刊
- 1995年1月 出版・企画部門を独立させ、株式会社シリエズ総研を設立
- 1999年11月 会計事務所専門M&A事業「会計事務所M&A研究会」をリリース
- 2000年11月 経理・会計事務所向け専門就職サイト「アイソウム」をリリース
- 2003年7月 株式会社アックスコンサルティングに業務をすべて統合  [（株）エムエムアイプランニング、（株）シリエズ総研、（株）ウェブ・シー・シーを統合]
- 2005年1月 会計事務所のアライアンス事業「FANアライアンス」をリリース
- 2007年12月 大阪支社を開設
- 2008年6月 会計事務所の包括的な経営支援サービス「会計事務所経営研究会」をリリース
- 2008年6月 ビジネスマッチング事業を開始
- 2009年6月 「会計事務所M&A研究会」を「会計事務所M&A支援協会」に名称変更
- 2010年10月 資産税ビジネスの全国ネットワーク事業「アックス資産税パートナーズ」をリリース
- 2011年4月 名古屋支社を開設
- 2011年9月 会計事務所の全国フランチャイズチェーン「Q-TAX」リリース
- 2013年6月 メールマガジン配信システム「メールインパクトグランデ（Mi-G）」をリリース
- 2015年7月 司法書士事務所の全国ネットワーク事業「アックス司法書士パートナーズ」をリリース
- 2016年3月 社会保険労務士事務所の全国ネットワーク事業「アックス社会保険労務士パートナーズ」をリリース
- 2017年1月 グループ会社「株式会社FANアライアンス」の業務をすべて株式会社アックスコンサルティングに統合